# Pantelleria (Wein)

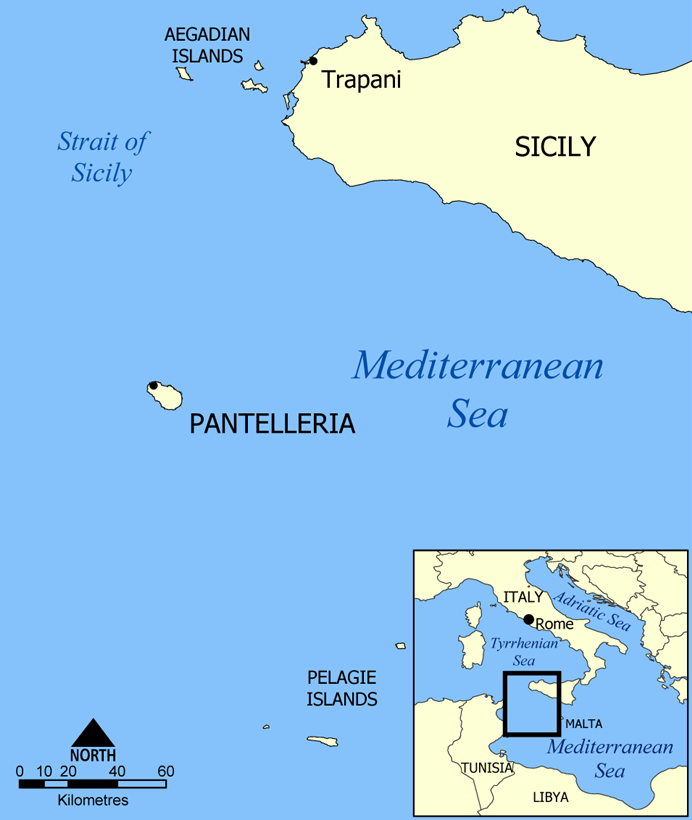
Lage der Insel

Unter dem Namen Pantelleria DOC (Denominazione di origine controllata/Protetta) werden sowohl Weißweine als auch Süß- und Likörweine hergestellt. Auch Schaumweine können hergestellt werden. Anbau- und Produktionsgebiet ist die italienische Insel Pantelleria, die zwischen Sizilien und dem Cap Bon an der Nordostspitze Tunesiens liegt. Die Insel zählt zum sizilianischen Freien Gemeindekonsortium Trapani. Die Weine besitzen seit 1971 eine „kontrollierte Herkunftsbezeichnung“ (Denominazione di origine controllata – DOC), die zuletzt am 7. März 2014 aktualisiert wurde.
In der 1971 eingerichteten Appellation werden insgesamt acht Weine, Likörweine, Schaumwein sowie Perlwein (Frizzante) hergestellt. Ursprünglich galt das DOC/DOP-Zertifikat nur für den Moscato di Pantelleria und den Passito di Pantelleria, doch wurde dies durch die Modifikation der Regularien in den Jahren 2000 und 2011 geändert. Bis auf den Pantelleria Bianco (auch als Frizzante), der maximal 15 % andere, in der Region Sizilien zugelassene Trauben enthalten kann, bestehen alle auf der Insel hergestellten Weine reinsortig aus der auf Pantelleria „Zibibbo“ genannten Weißweinrebe Muscat d’Alexandrie. Außer diesen DOC–Weinen werden auf Pantelleria IGP-Weine vor allem aus der Zibibbo gekeltert sowie einfache Tisch- und Schoppenweine aus der Zibibbo und anderen weißen- und auch roten Trauben hergestellt. Letztere werden auf der Insel selbst verbraucht und kommen kaum in den Handel.
Die Insel ist vulkanischen Ursprungs. Die höchsten Erhebungen liegen mit über 800 Metern im Zentrum der Insel. Weinbau wird in den Küstenebenen und an den Hängen der zentralen Vulkankegel bis etwa in Höhen von 400 Metern betrieben.

## Geschichte
Die Weinbautradition reicht auf Pantelleria sehr weit ins Altertum zurück. Wahrscheinlich wurde Weinbau in dieser Art schon von den Phöniziern betrieben, und möglicherweise war damals der Ausbau der Weine dem heutigen nicht unähnlich.
Die Süßweine der Insel wurden gegen Ende des 19. Jahrhunderts plötzlich bekannt, als Großkellereien aus Marsala in die zuvor nur kleinräumig betriebene und kaum exportorientierte Produktion eingriffen. Der rasante Aufschwung endete jedoch mit dem allgemeinen Nachfragerückgang nach süßen Dessertweinen. Heute erleben diese Süßweine wieder eine gewisse Renaissance, so auch jene aus Pantelleria, von denen einige zu den besten Produkten dieses Weintyps in Italien zählen.
Der Weinbau auf Pantelleria, vor allem aber das Erziehungssystem der Reben, wurde im Dezember 2014 als seltenes heroisches Beispiel des Weinbaus (rare example of heroic viniculture) in das UNESCO-Weltkulturerbe aufgenommen.
Eine alte Zuchtform von Rebstöcken, die traditionell beim Weinbau auf der Insel gepflegt wird, nennt sich Vite ad alberello.

## Lage, Klima und Böden

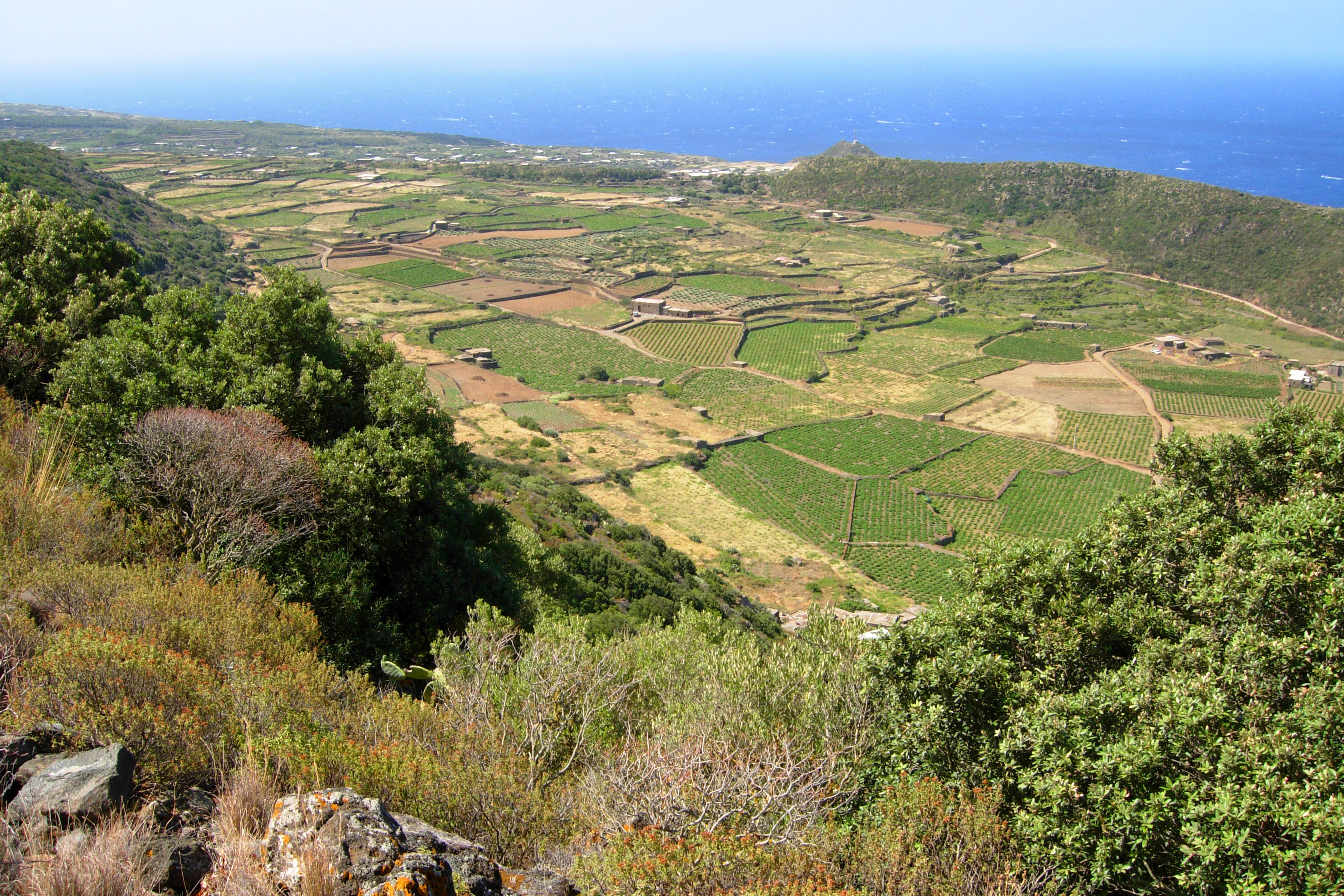
Weinbauflächen und andere landwirtschaftliche Kulturen auf Pantelleria

Pantelleria liegt im südzentralen Mittelmeer, etwa 100 Kilometer südwestlich von Sizilien und 60 Kilometer östlich von Kap Bon in Tunesien. Es liegt in etwa auf der gleichen geographischen Breite wie die spanischen Süßweingebiete Jerez und Málaga.
Das Klima ist subtropisch und weitgehend semiarid. Süßwasser ist auf der gesamten Insel rar. Die Sommer sind trockenheiß, mit häufigen Spitzen über 35° Celsius. Die Sommerhitze wird durch den heißen Südwind Schirokko und den aus Osten kommenden, ebenfalls warmen Levante noch gesteigert. Die Winter sind gemäßigt warm. Niederschläge fallen vor allem zwischen Ende August und März mit den Niederschlagsgipfeln im Dezember und Jänner. Kalte Luftströmungen, meist Ausläufer eines Mistrals sind vor allem im Nordteil der Insel gelegentlich spürbar. Insgesamt ist die Niederschlagsmenge von etwa 500 Millimeter/Jahr für die Kultur angepasster Reben ausreichend, doch leiden die Reben in den Sommermonaten an Wasserstress, vor allem auch deshalb, weil die Regenfälle ungleichmäßig verteilt sind und der karge Boden wenig Wasser halten kann. Der Westteil der Insel ist gegenüber dem Ost- und Südostteil bevorzugt.
Die vornehmlich vulkanischen Schutt-, stellenweise auch leicht lehmig-sandigen Böden sind durch die stetige Winderosion wenig tiefgründig, für den Weinbau jedoch sehr gut geeignet. Um den Bodenverlust möglichst gering zu halten, sind die Weinbauparzellen relativ klein, in den Hanglagen terrassiert und durch Steinmauern vor dem Wind geschützt. Aus dem gleichen Grund werden die Reben in Bodenmulden (auf Pantelleria conca genannt) gepflanzt und niedrig wie ein kleiner Baum ohne Unterstützung erzogen, eine Art der Buscherziehung, die auf der Insel alberello (= Bäumchen) genannt wird.

## Weine und Weincharakteristik
Für alle DOC-zertifizierten Weine müssen die Trauben auf der Insel gewachsen sein, auch jene, die zur Herstellung des für die Spritung der Likörweine benötigten Alkohols verwendet werden. Alle Arbeitsschritte der Weinherstellung, der Reifung und Abfüllung müssen auf der Insel erfolgen. Die Rebflächen dürfen mit maximal 4000 Reben pro Hektar bepflanzt sein, der maximal zugelassene Ertrag von 10 Tonnen Lesegut/Hektar ist noch sehr großzügig wird aber von qualitätsbewusst ausgerichteten Betrieben deutlich unterschritten. Die Weine dürfen frühestens im der Lese folgenden Jahr in den Handel gebracht werden, ein Moscato ab März und ein Passito ab Juli. Produkte aus bevorzugten Lagen und Jahrgängen reifen jedoch bedeutend länger.
Die beiden bekanntesten Produkte sind der „Moscato di Pantelleria“ und der „Passito di Pantelleria“. Von beiden gibt es auch eine geringfügig verstärkte Version, den Pantelleria–Moscato liquoroso und den Pantelleria–Passito liquoroso. Da die Spritung sehr mild ist, unterscheiden sich die Likörweine nur geringfügig von den ungespriteten Weinen; sie weisen jedoch immer höhere Alkoholwerte (meist 15–16 Volumenprozent) und oft auch etwas mehr Restzucker auf, sind aber in der Regel säureärmer.

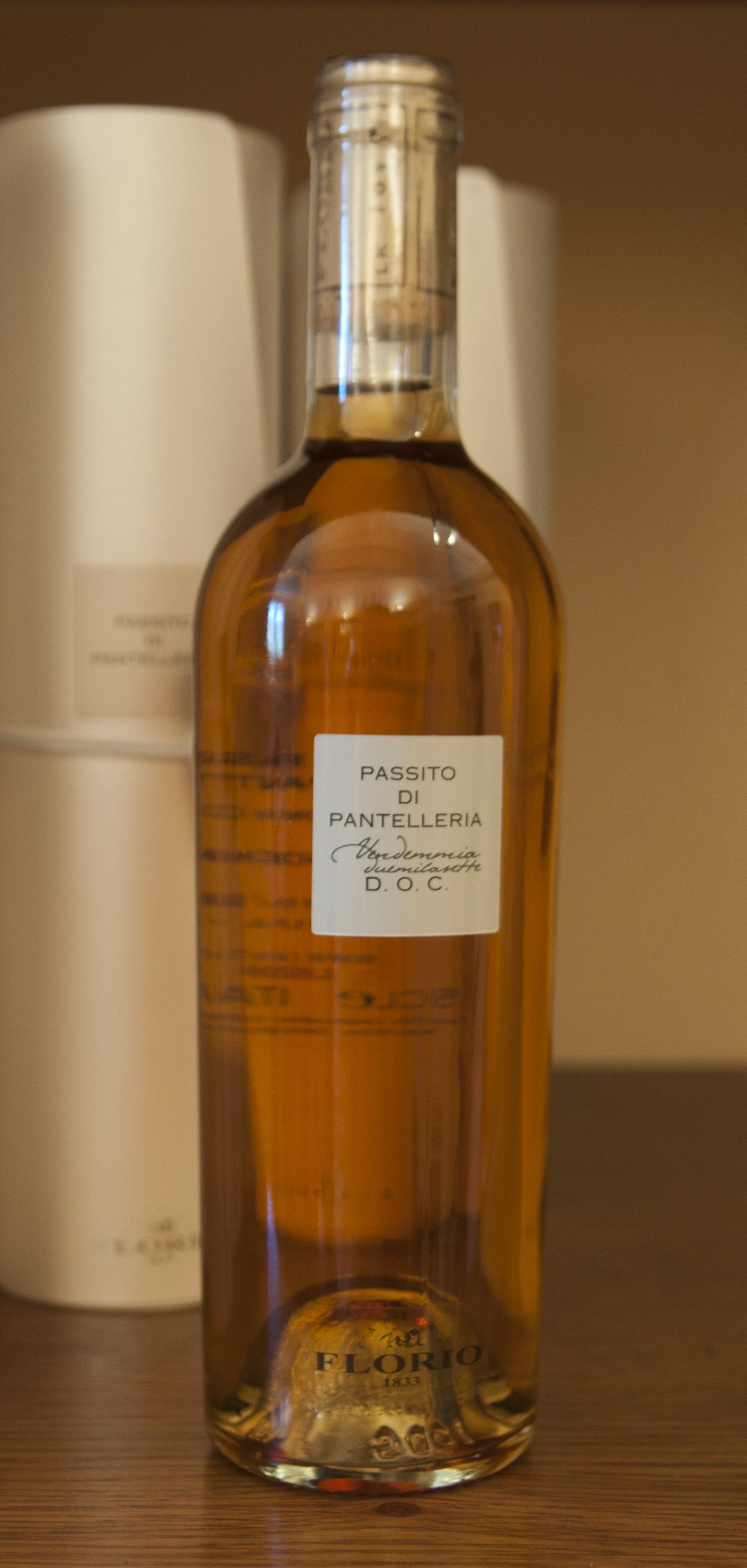
Eine Flasche Passito di Pantelleria

- Der Moscato di Pantelleria DOC wird aus spät (meist Anfang bis Mitte September) gelesenen Trauben gekeltert, die nach einer von Kellerei zu Kellerei unterschiedlich langen Maischefermentation schonend gepresst werden und danach langsam in Stahl- oder Betontanks gären. Anschließend werden die Jungweine auf kleine Kastanien- in neuerer Zeit auch Eichenfässer gezogen und lagern bis zur Flaschenabfüllung zumindest bis Februar des darauffolgenden Jahres, meist aber bedeutend länger. Diese Weine weisen einen Mindestalkoholgrad von 11 Volumenprozent (meist aber 13–14) und mindestens 60 Gramm (meist 80–120) unvergorenen Zucker auf; die Gesamtsäure beträgt wenigstens 4,0 g/l, liegt bei guten Produkten aber wesentlich höher. Diese Weine sind von blassgelber bis goldgelber Farbe, ältere auch leicht bernsteinfarben. Neben dem deutlichen Muskatton werden vielfältige Frucht- und Blütenaromen spürbar. Die Süße ist meist moderat, einige wirken sogar eher halbsüß als süß.

- Der Passito di Pantelleria DOC wird aus Trauben von verschiedenen Lesen gewonnen, von denen ein Teil zwei bis drei Wochen auf Holzgestellen getrocknet wird; meist sind das relativ früh gelesene Trauben, um dem Wein die erwünschte Säure zu verleihen.[6][1] Zum anderen Teil besteht ein Passito aus spät geernteten Trauben. Einige Weinmacher fügen dem langsam gärenden Most noch eine Portion rosinierte Trauben bei, um die Aromen zu intensivieren. Meist bricht der Gärprozess aufgrund des sehr hohen Zuckergehalts von selbst zwischen 13 und 15 Volumenprozent ab, wenn nicht, wird die Gärung gestoppt. Nach der Filterung wird der Jungwein zur Reifung auf kleine Fässer gezogen. Der Mindestalkoholgehalt liegt nach den DOC-Regularien bei mindestens 14 Volumenprozent (mit einem Rest von mindestens 6,0 % potentiellem Alkoholgehalt); die Weine müssen noch 100 Gramm/Liter Restzucker (meist über 120 Gramm) bei mindestens 4,5 % Gesamtsäure aufweisen. Ein gelungener Passito di Pantelleria kann zu den besten Dessertweinen Italiens gezählt werden. Junge Weine sind dunkel goldgelb, etwas älter dunkeln sie weiter zu einer leuchtenden Bernsteinfarbe ab. Trotz der vorhandenen, jedoch nicht aufdringlichen Süße ist ein sorgfältig gemachter Passito harmonisch und ausbalanciert, der Muskatton tritt weniger in den Vordergrund als beim Moscato. Neben den Frucht- und Blütenaromen, die auch einem Moscato eigen sind, treten später Feigen- und Melonennuancen, sowie Karamelltöne und Aromen von Trockenfrüchten, vor allem Aprikosen und Datteln in den Vordergrund.[7][1]

Neben diesen beiden Hauptweinen und den ähnlichen, leicht verstärkten Liquoroso-Varianten, kommen aus der Appellation vier weitere DOC-zertifizierte Produkte auf den Markt:
- Pantelleria Moscato dorato: Eine eher selten angebotene Variante des Moscato di Pantelleria mit einem Mindestgärungsalkohol von 15,5 Volumenprozent und mindestens 100 Gramm/Liter Restzucker. Meist eher säurearm und dadurch in seiner Süße oft etwas aufdringlich. In sehr guten Jahren aber ein Spitzenprodukt von sehr großer Dichte und Harmonie.
- Pantelleria Moscato spumante: Ein süßer, meist in der Méthode Charmat hergestellter Spumante mit etwa 12 Volumenprozent Alkohol und zwischen 30 und 40 Gramm Restzucker. Dieser Schaumwein darf bis zu 15 % aus Trauben bestehen, die in der Region Sizilien zugelassen sind.
- Pantelleria Zibibbo dolce: Ein süßer Frizzante, reinsortig aus Zibibbo-Trauben.
- Pantelleria bianco: Ein trockener stiller Wein (gelegentlich auch als Frizzante) mit ausgeprägtem Muskatton, ebenfalls reinsortig aus Zibibbo-Trauben. Oft sehr voluminös und schwer.

Zusätzlich zu diesen DOC-Weinen kommen von der Insel eine Reihe von Weinen, die das Ursprungssiegel IGP (Indicazione geografica prodetta – früher DO Denominazione d’origine) tragen. In der Regel handelt es sich dabei um Weine, die die Auflagen der DOC nicht erfüllen, die jedoch oft von durchaus beachtlicher Qualität sein können. Die Charakteristik dieser Weine entspricht den oben erwähnten.